# Пульс-2: Після життя
Пульс-2: Після життя (Pulse 2: Afterlife) — американський фантастичний фільм жахів 2008 року. Це продовження фільму «Пульс». Сценарист і режисер фільму — Джоел Суассон. За «Пульсом-2» послідував «Пульс 3: Вторгнення».

## Про фільм
Через бездротовий інтернет світ заполонили привиди. Міста пустують, технології знищені. Лише кілька людей, що залишилися, уникають будь-якого контакту з електричними пристроями, аби запобігти зустрічі з привидами, які блукають планетою.
Більшість привидів приречені знову та знову переживати те, що вони робили — перш ніж перестали бути людьми. Проте деякі привиди відмовляються це робити — оскільки вони не розуміють, що вже мертві. І продовжують шукати свої домівки.

## Знімались
| Актор               | Роль                |
| ------------------- | ------------------- |
| Тод Гібенхайн       | Чоловік в червоному |
| Даян Аяла Голднер   | Соренстрем          |
| Джорджина Райленс   | Мішель              |
| Джеймі Бамбер       | Стефен              |
| Лі Гарлінгтон       | Кармен              |
| Карлі Скотт Коллінз | Джастін             |
| Боті Блісс          | Марта               |
| Джон Гулагер        | людина на мосту     |
| Лаура Каюретт       | Ема                 |